# Monica Luisa Macovei
Monica Luisa Macovei (Bucarest, 4 febbraio 1959) è una politica rumena.

## Biografia

### Famiglia e studi
Monica Luisa Macovei (cognome da nubile: Gherghescu) è nata a Bucarest. Suo padre, Vasile Gherghescu, di professione avvocato, nacque a Giurgiu. Sua madre, Silvia Gherghescu, originaria della Transilvania, proveniva da una famiglia della Chiesa greco-cattolica rumena di Sângeorz, Bistrița-Năsăud. Silvia Gherghescu è stata insegnante di biologia presso il Liceo Caragiale di Bucarest e autrice di libri di testo.
Quando arrivò il momento di scegliere una specializzazione per proseguire gli studi, aveva voluto orientarsi verso discipline umanistiche.
Monica Macovei si è laureata presso la Facoltà di Giurisprudenza dell'Università di Bucarest (1978-1982).

### Carriera politica
Non appartiene a nessun partito politico e, anche per questo motivo, è diventata, dal 29 dicembre 2004 al 5 aprile 2007, Ministro della giustizia del governo di Călin Popescu Tăriceanu. È apprezzata al di fuori del suo paese per il forte spirito europeista. È, infatti, anche grazie ai suoi sforzi, rivolti, in particolare, a combattere la corruzione degli apparati statali, che la Romania è stata ammessa nell'Unione europea.
Dal 2009 ricopre la carica di eurodeputato della Romania, alla quale è stata rieletta nel 2014. Nel mese di agosto 2014 è annunciata la sua candidatura per la presidenza alle elezioni nel 2014. In Romania è stata associata con l'organizzazione per i diritti umani APADOR-CH dal 2004, in principio come consulente pro bono, poi come vice presidente e Presidente.
Laureata presso la Facoltà di Giurisprudenza dell'Università di Bucarest, la Macovei entrò nel 1983 nella Procura della Repubblica. Nei primi anni '90, si rifiutò di liberare i minatori arrestati durante le proteste della cosiddetta "Golaniada", mettendoli in libertà e in relazione ai loro colleghi che avevano considerato, illegali invece, i manifestanti in Piazza dell'Università. Nel 1997 si dimise dalla Procura della Repubblica, motivandola con un'incompatibilità di vedute con il Procuratore Generale Nicholas Cochinescu.
Qualche anno prima aveva conseguito un master dalla Central European University di Budapest (1992-1993). Dal 1995, Macovei ha lavorato come esperto per la giustizia del Consiglio d'Europa in Europa orientale, partecipando a missioni nella Federazione russa, in Ucraina, Lituania, Albania, Moldavia, Repubblica Ceca, Georgia, Repubblica di Macedonia, Serbia, Bosnia ed Erzegovina.
Durante il periodo dal 29 dicembre 2004 al 5 aprile 2007 ha svolto l'incarico di ministro della giustizia del governo Tariceanu. In quanto tale, Monica Macovei ha avviato riforme giuridiche (richieste per l'adesione della Romania all'Unione europea) che hanno portato alla raccolta di alcune bandiere rosse in seno alla Commissione europea, che hanno contribuito all'accettazione nell'Unione europea il 1º gennaio 2007.
Nel 2009 la Macovei si è unita al Partito Democratico Liberale, candidata alle elezioni per il Parlamento europeo. Nel 2012 redasse 35 relazioni adottate in Aula, diventando il relatore più attivo tra gli oltre 750 eurodeputati.

### Immagine pubblica

#### Controversie relative all'attività ministeriale
Il nome della Macovei è stato coinvolto in una serie di scandali dei media dopo essere stata nominata ministro della Giustizia, considerati un compromesso determinante nel cambiamento di posizione.
Il quotidiano Evenimentul zilei del 22 giugno 2005 pubblicò un articolo con il titolo di "ministro Macovei vizio di forma", in cui dichiarava che, dopo aver presenziato un convegno di avvocati a Costineşti, la ministra Macovei sarebbe poi andata a piedi in una casa, dove si sarebbe ubriacata e avrebbe spaccato un paio di bicchieri. Il giornale ha poi chiesto scusa per non aver verificato le informazioni.
Il quotidiano Jurnalul Național ha pubblicato serie di presunti documenti o dichiarazioni senza conferme, su quattro incontri segreti diversi da quello riconosciuto e ufficiale che il governo aveva avuto luogo tra Monica Macovei, Tariceanu e Dinu Patriciu. Ma nessuna prova a sostegno è stata mai presentata.
Il quotidiano Gandul pubblicò un articolo i cui si affermava che la redazione era in possesso di una lettera inviata da Monica Macovei al Presidente della Romania Traian Băsescu e al primo ministro Călin Popescu Tăriceanu chiedendo loro se Dinu Patriciu cambiasse indagine sul procuratore. Più tardi il giornale ha chiesto scusa.
Il più grande scandalo è legato all'entrata in possesso di un appartamento dei suoi genitori in un edificio nazionalizzato, che, dopo un lungo processo, tornò agli inquilini e non a gli ex proprietari. L'appartamento è stato acquistato dallo Stato e dai genitori della Macovei nel 1996, ma gli ex proprietari, i coniugi Gherghescu, che condividevano la casa in famiglia, avevano citato in giudizio chiedendo il ritorno del palazzo. Anche se i giudici sentenziarono in favore del vecchio proprietario, in seguito Corte Suprema stabilì che gli inquilini dovevano tornare in casa. La sentenza fu pronunciata dopo che Monica Macovei era divenuta ministro della Giustizia. Di conseguenza, alcuni media e l'opposizione parlamentare insinuarono che la Corte Suprema doveva essere controllata politicamente.
Il leader del partito conservatore, Dan Voiculescu, in una conferenza stampa del 27 settembre 2006  presentò un permesso per la ricerca, timbrato e firmato in modo indecifrabile in bianco originale. Dan Voiculescu disse che l'autorizzazione era stata firmata da Monica Macovei, che accusò di essere "un procuratore feroce sotto Nicolae Ceaușescu" (1983 - 1989), perché era parte del "regime repressivo" dell'ex dittatore. Il ministro replicò all'accusa definendola "un attacco personale e ridicolo, affidato a metodi tipici di Sicurezza".

### Opinioni politiche e punti di vista

#### A proposito di Adrian Nastase
Nel giugno del 2012, dopo il tentato suicidio dell'ex primo ministro Adrian Năstase, Macovei ha espresso pubblicamente dubbi sulla diagnosi medica da parte di Serban Brădişteanu, visto che Brădişteanu, senatore del PSD, è stato incriminato per corruzione, come Năstase. In un'intervista pubblicata dal quotidiano Frankfurter Allgemeine Zeitung, la Macovei ha dichiarato le inadeguatezze che la portano a credere che si trattasse di una messa in scena: nessuno aveva udito il rumore dello sparo, anche se per un revolver "Smith & Wesson" senza silenziatore, del tipo usato da Năstase, la detonazione produce un suono dell'intensità di 140-170 decibel, che sarebbe stato percepito in un raggio di due chilometri; un proiettile che attraversa il collo avrebbe causato una forte emorragia che non avrebbe potuto essere arrestata con una sciarpa; Il paziente non ricevette una trasfusione di sangue sulla strada per l'ospedale, né gli fu somministrata in ospedale; l'intervento chirurgico ebbe luogo appena un giorno, con carattere di intervento estetico Questi indici suggerivano la conclusione che dovesse trattari di "una soap opera".

## Appartenenza ad ordini professionali
- Baroul Bucureşti, 1997-oggi;
- Salzburg Seminar, Austria, fellow, 1994;
- Asociaţia pentru Apărarea Drepturilor Omului în România - Comitetul Helsinki (APADOR-CH), membro 1997-oggi;
- Eisenhower Exchange Fellowships, USA, fellow, 1997;
- Transparency International-România, membro fondatore, 1999-oggi;
- European Series, British Council, fellow, 1999;
- INTERIGHTS, Bordul Internaţional, membro, 2000-oggi.